# Daha kuchingensis
Daha kuchingensis är en insektsart som beskrevs av William Lucas Distant 1908. Daha kuchingensis ingår i släktet Daha och familjen spottstritar. Inga underarter finns listade i Catalogue of Life.